# Vuk Jeremić
Vuk Jeremić, cyr. Вук Јеремић (ur. 3 lipca 1975 w Belgradzie) – serbski polityk, w latach 2007–2012 minister spraw zagranicznych, w latach 2012–2013 przewodniczący sesji Zgromadzenia Ogólnego Narodów Zjednoczonych.

## Życiorys
Ukończył fizykę teoretyczną w Queens’ College na Uniwersytecie Cambridge. Jest również absolwentem administracji publicznej w John F. Kennedy School of Governmeent na Harvard University w USA. W czasie pobytu w Londynie pracował w instytucjach finansowych takich jak Deutsche Bank, Dresdner Kleinwort oraz AstraZeneca Pharmacuticals. Był założycielem i menedżerem finansowym OSSI (Organizacji Serbskich Studentów Zagranicą), pierwszej organizacji międzynarodowej studentów serbskich, zrzeszającej kilka tysięcy członków.
Po obaleniu rządów Slobodana Miloševicia w październiku 2000 Vuk Jeremić rozpoczął pracę jako doradca w Ministerstwie Telekomunikacji Federalnej Republiki Jugosławii. W 2003 przeszedł do Ministerstwa Obrony Serbii i Czarnogóry w randze specjalnego wysłannika ds. euroatlantyckich. Od lipca 2004 do maja 2007 był doradcą ds. polityki zagranicznej prezydenta Serbii Borisa Tadicia. Równolegle awansował wewnątrz Partii Demokratycznej. W lutym 2004 został przewodniczącym jej komitetu do spraw zagranicznych. W lutym 2006 wszedł w skład zarządu głównego partii.
15 maja 2007 objął stanowisko ministra spraw zagranicznych w drugim gabinecie premiera Vojislava Koštunicy. Po wcześniejszych wyborach parlamentarnych w Serbii w 2008 rząd podał się do dymisji. 7 lipca 2008 w nowym gabinecie z Mirkiem Cvetkoviciem na czele Vuk Jeremić zachował funkcję ministra spraw zagranicznych i pełnił ją do 27 lipca 2012. Od września 2012 przewodniczył 67. sesji Zgromadzenia Ogólnego ONZ. Był to jeden z rzadkich przypadków, gdy nominująca przewodniczącego sesji grupa państw (wschodnioeuropejska) nie wyłoniła wspólnego kandydata; Vuk Jeremić został wybrany w tajnym głosowaniu, pokonując Litwina Daliusa Čekuolisa.
W wyborach w 2012 uzyskał mandat posła do Skupsztiny. Odmówił jego złożenia na żądanie nowego przewodniczącego demokratów, w rezultacie w 2013 został wykluczony z partii. W tym samym roku utworzył think tank CIRSD zajmujący się stosunkami międzynarodowymi i zagadnieniami zrównoważonego rozwoju.
W 2016 był oficjalnym kandydatem na sekretarza generalnego ONZ i jednym z faworytów do objęcia tej funkcji. Ostatecznie na stanowisko to wybrany został António Guterres.
W 2017 zarejestrował się jako kandydat niezależny w wyborach prezydenckich. Poparcie dla jego kandydatury zadeklarowały m.in. Nowa Serbia, Razem dla Serbii i Partia Socjaldemokratyczna. W pierwszej turze głosowania zajął czwarte miejsce wśród jedenastu kandydatów z wynikiem około 5,5% głosów. W tym samym roku założył nowe ugrupowanie pod nazwą Partia Ludowa. W 2018 jego formacja współtworzyła porozumienie ugrupowań opozycyjnych nazwane Sojusz dla Serbii; koalicja ta zbojkotowała wybory parlamentarne w 2020, uznając je za niedemokratyczne.
W kolejnych wyborach w 2022 jego ludowcy uzyskali poselską reprezentację, startując w ramach koalicji Zjednoczeni dla Zwycięstwa Serbii. Vuk Jeremić nie kandydował wówczas do parlamentu. Partia Ludowa samodzielnie startowała natomiast w następnych wyborach w 2023, nie przekraczając wyborczego progu. W grudniu tego samego roku Vuk Jeremić ustąpił z funkcji jej przewodniczącego.